# Inishbofin (Galway)

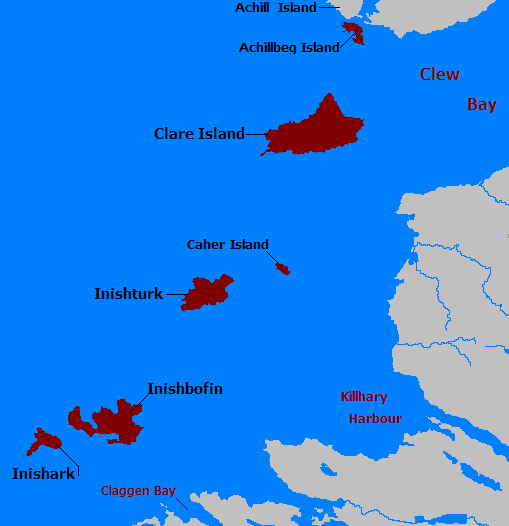
Lage der Insel

Inishbofin (irisch Inis Bó Finne – „Insel der weißen Kuh“) ist eine kleine Insel 9 km vor der Westküste der Republik Irland im County Galway. Die 15 km² große stark gegliederte Insel liegt vor Connemara nördlich der Stadt Clifden. Sie erreicht eine Höhe von 85 Metern im Westen und weist zwei weitere nahezu ebenso hohe Gipfel auf. Eine Fährverbindung zur Insel besteht von dem kleinen Ort Cleggan. Auf der Insel wohnen noch 199 Menschen (Stand 2006), die vor allem vom Fischfang und von der Landwirtschaft leben. Im Winter schneiden Stürme die Insel manchmal wochenlang vom Festland ab.

## Geschichte
Zu den archäologischen Fundplätzen auf der Insel gehören: Die Promontory Forts Cloonamore (Cluana Mór), Fawnmore (An Fán Mór) und Westquarter 1 und 2, mehrere Castleruinen, ein Cillin, zerstörte Cromwell-Baracken, ein Erdwerk, eine unbestimmbare und eine frühkirchliche Einfriedung, ein Feldsystem bei MiddleQuarter, eine Hausruine, zwei Heilige Quellen, eine Horizontalmühle, zwei Kökkenmöddinger, vier Promontory Forts und mehr als ein halbes Dutzend Rundhütten.
Gemäß Beda Venerabilis (gest. 735) kam St. Colman (605–675), der irische Bischof von Northumbria, nach der Synode von Whitby, bei der er zurücktrat, weil der katholische Ritus eingeführt wurde, als Pensionär nach Inishbofin, wo er 665 ein Kloster gründete. Die Annalen der vier Meister registrieren seine verschiedenen Äbte bis zum Jahre 918.
Die Insel gehörte zunächst dem O’Flaherty-Clan, bis sie die O’Malleys im Jahre 1380 gewannen. Sie wird mit der Piratin Grace O’Malley (1530–1603) und dem spanischen Piraten Alonzo Bosco, der den Hafen befestigte, in Verbindung gebracht.
Vor 1609 gehörte Inishbofin wie viele andere Ländereien aufgelöster Klöstern dem Grafen von Clanrickard. Während der irischen Rebellion von 1641–52 war Inishbofin eine wichtige Basis für die Waffenversorgung der Royalisten durch den Herzog von Lorraine (Lothringen). Als Galway und die Aran-Inseln 1652 von Cromwells Leuten eingenommen wurden eroberte eine Truppe von Inishbofin aus wieder eines der Aran Forts zurück. Anfang 1653 war Inishbofin von der Beschießung durch Schiffe bedroht und wurde übergeben. Es wurde später ein Gefangenenlager für katholische Priester, die durch Cromwells Leute verhaftet wurden. Das Fort am Hafen war 1690 eine Garnison der Jakobiten, das aber bereits 1691 an König William Leute übergeben wurde. Etwa 1830 ging Inishbofin von den Clanrickards zu den Brownes von Westport über. Lord Sligo, ein Erbe der Familie verkaufte es 1855 an Henry William Wilberforce. 1876 wurde es von Cyril Allies, einem katholischen Engländer gekauft und von ihm erwarb es schließlich die Landkommission. Die Insel ist in fünf Bauernschaften unterteilt.

## Flora
Gräser, Schwertlilien, Sumpfkratzdisteln, roter Klee und Moose bedecken Inishbofin und überall wächst Thymian. Vor mehr als 6000 Jahren kamen die ersten Menschen auf die Insel. „Insel der weißen Kuh“ bedeutet, dass eine Hexe hier einer Legende zufolge eine Kuh in Stein verwandelt haben soll.

## Legende
Die Insel war laut Legende eine Gezeiteninsel, als Fischer im Nebel landeten und Feuer auf die Insel brachten. Als sich der Nebel verzog sahen sie eine alte Frau, die eine weiße Kuh führte, die sich in einen Felsen verwandelte, als sie sie schlug. Die Kuh besucht noch gelegentlich Loch Bó Finne, den See der weißen Kuh.